# Laith Nakli
Laith Nakli (Plymouth, Inglaterra, 1 de diciembre de 1969) es un actor y productor británico más conocido por su papel en la película de 2017 La Pared (2017) como la voz del mítico francotirador llamado Juba, la miniserie de 2017 The Long Road Home (2017) y la película de 2018 12 Strong como el comandante Ahmed Lal. Sus padres son de Siria.

## Filmografía

### Película
| Año  | Título                 | Función                | Notas                                            |
| ---- | ---------------------- | ---------------------- | ------------------------------------------------ |
| 2007 | You Belong to Me       | Bo, el que se mueve    |                                                  |
| 2007 | Arreglado (película)   | Abdul-Halim Khaldi     |                                                  |
| 2011 | Yo no soy yo           | Robert Benoit          |                                                  |
| 2011 | Mi último día sin ti   | Mahdi                  |                                                  |
| 2012 | Recalled               | Sargento Primero Wells |                                                  |
| 2013 | Una canción aún dentro | Edward Carrick         |                                                  |
| 2014 | Amira & Sam            | Bassam Jafari          | También es el productor asociado de la película. |
| 2015 | El trabajo del diablo  | Proctor de laboratorio |                                                  |
| 2015 | Una marea creciente    | Jerry                  |                                                  |
| 2017 | El muro                | Juba                   |                                                  |
| 2018 | 12 Strong              | Comandante Ahmed Lal   |                                                  |
| 2018 | American Brawler       | Martin                 |                                                  |
| 2019 | Tragón                 | Luay                   |                                                  |
| 2023 | Problemista            | Khalil                 |                                                  |

### Televisión
| Año           | Título                 | Función              | Notas               |
| ------------- | ---------------------- | -------------------- | ------------------- |
| 2006          | Los Soprano            | Sr. Fahim Ulleh Khan | Vive libre o muere" |
| 2015          | Blindspot              | Zahir                |                     |
| 2017          | 24: Legacy             | Kusuma               |                     |
| 2017          | El largo camino a casa | Alim                 |                     |
| 2019-presente | Ramy                   | Tío Naseem           |                     |
| 2022          | Ms. Marvel             | Sheikh Abdullah      | Posproducción       |